# Ludożerca (film)
Ludożerca – polski telewizyjny film fabularny z 1987 roku.
Osią fabuły jest postać króla-ludożercy, który w pewnym momencie postanawia jako swego następcę wyznaczyć demokratycznie wybranego kandydata.

## Obsada aktorska
- Małgorzata Wachecka – kobieta z ludu
- Wojciech Biedroń – Eugeniusz
- Andrzej Krukowski – medyk
- Jarosław Gruda – Rupert, dowódca wojsk
- Zbigniew Zamachowski – król
- Paweł Królikowski – Helmut
- Olaf Lubaszenko – żołnierz
- Filip Zylber
- Wojciech Nowak
- Marek Biszczanik